# Босегільяс
Босегільяс (ісп. Boceguillas) — муніципалітет в Іспанії, у складі автономної спільноти Кастилія-і-Леон, у провінції Сеговія. Населення — 755 осіб (2010).
Муніципалітет розташований на відстані близько 100 км на північ від Мадрида, 60 км на північний схід від Сеговії.
На території муніципалітету розташовані такі населені пункти: (дані про населення за 2010 рік)
- Альдеануева-дель-Кампанаріо: 8 осіб
- Босегільяс: 733 особи
- Туррубуело: 14 осіб

## Демографія
Динаміка населення (INE ):